# Bundesfinanzakademie

Logo der BFA

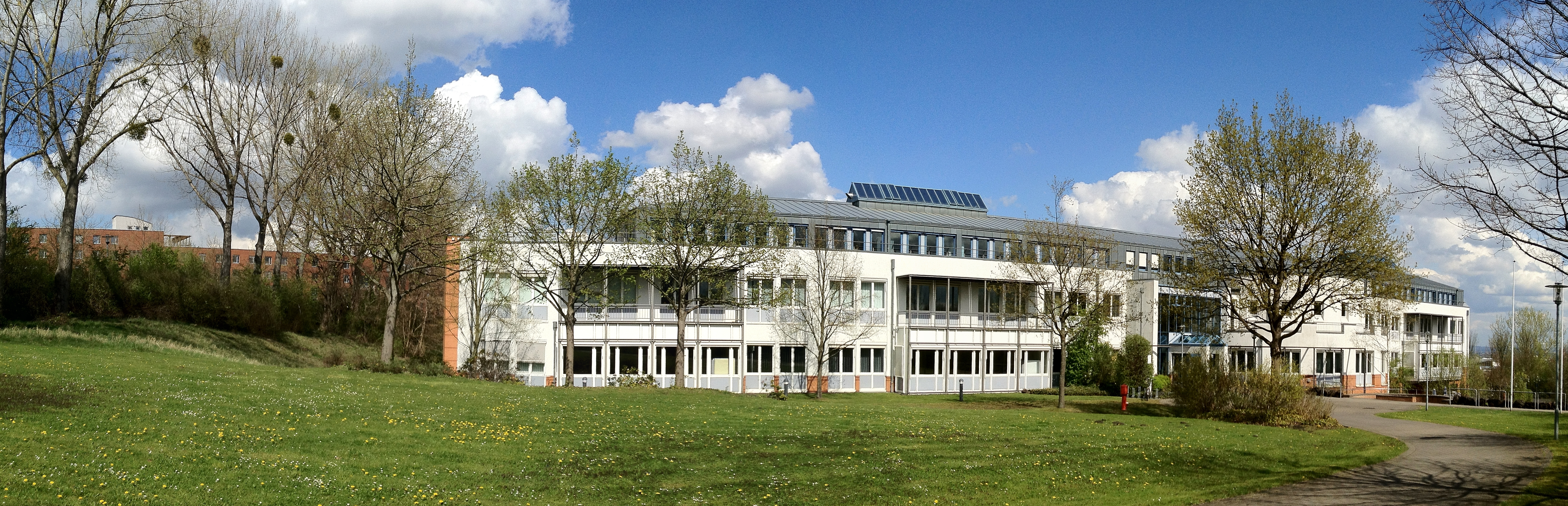
Panoramablick auf das Seminargebäude der Bundesfinanzakademie im Brühler Stadtteil Winterburg

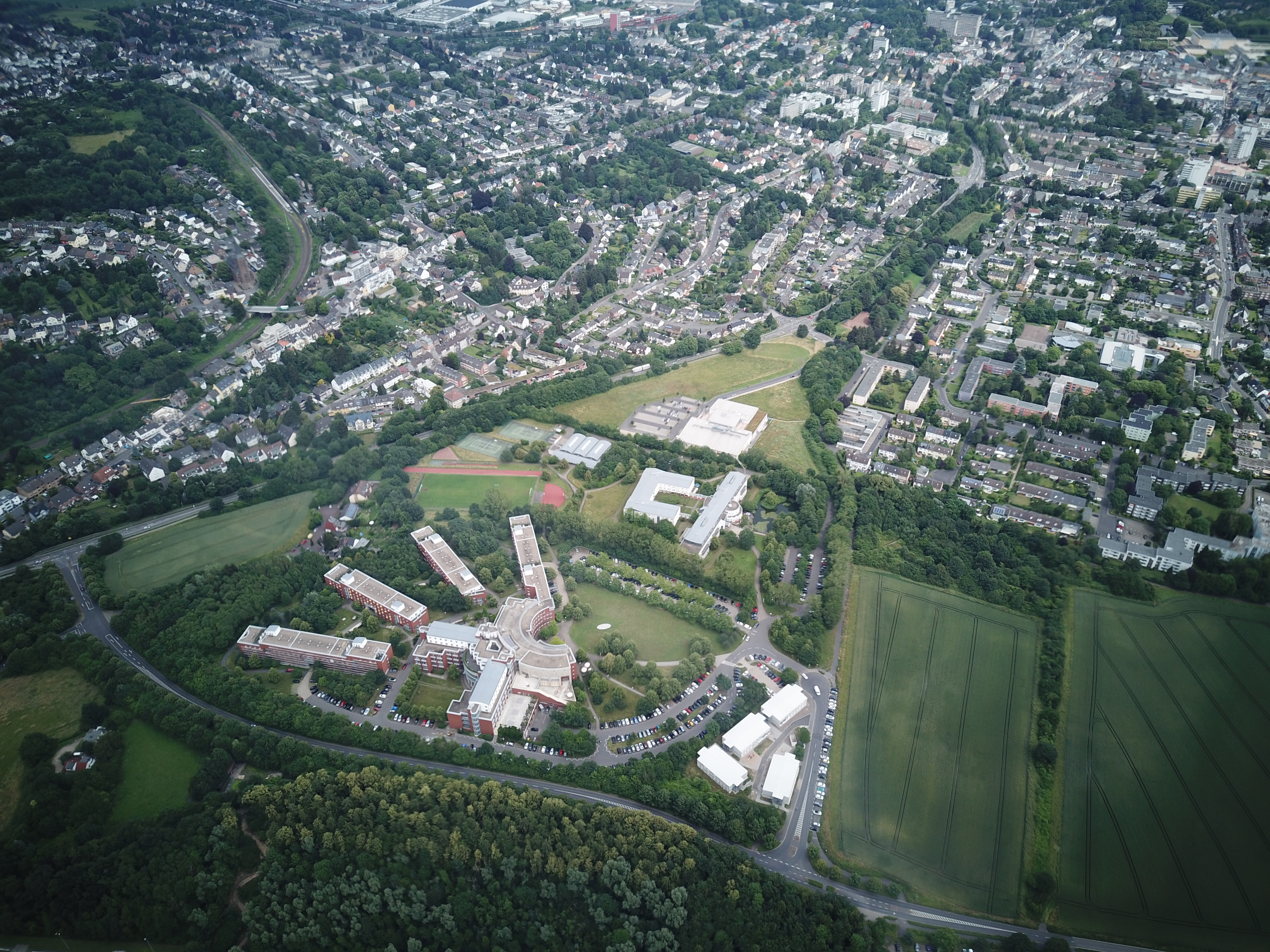
Luftaufnahme auf den Campus der Hochschule des Bundes für öffentliche Verwaltung und der Bundesfinanzakademie

Die Bundesfinanzakademie (BFA) im Bundesministerium der Finanzen ist die zentrale steuerrechtliche Fortbildungseinrichtung des Bundes. Auf der Grundlage von Art. 108 Abs. 2 S. 2 Grundgesetz i. V. m. § 7 Abs. 1 Steuerbeamten-Ausbildungsgesetz unterhält der Bund zur Durchführung der ergänzenden Studien und zur Fortbildung der Beamten des höheren Dienstes der Steuerverwaltungen der Länder eine Bundesfinanzakademie. Sie wurde am 15. Januar 1951 unter der Bezeichnung Akademische Bundesfinanzschule vom ersten Bundesminister der Finanzen Fritz Schäffer im Nordflügel der Abtei Siegburg eröffnet. Am 20. Dezember 1993 wurde sie in einen Neubau nach Brühl verlegt. Die Aufgaben werden gleichwertig in Brühl und Berlin wahrgenommen. Organisatorisch ist die Bundesfinanzakademie Teil der Abteilung Z des Bundesministeriums der Finanzen.

## Auftrag der BFA: Aus- und Fortbildung der Führungskräfte der Steuerverwaltungen
Der Bund stellt mit der BFA die zentrale bundesweite Aus- und Fortbildungseinrichtung für die Führungskräfte der Steuerverwaltungen bereit, die den verfassungsrechtlich begründeten Auftrag (Artikel 108 Absatz 2 Satz 2 GG) hat, die einheitliche Ausbildung und die Fortbildung der Beamten des höheren Dienstes der Steuerverwaltungen der Länder nach Maßgabe des Steuerbeamtenausbildungsgesetzes (StBAG) und der Ausbildungs- und Prüfungsordnung (StBAPO) sowie der mit den Ländern abgestimmten Vorgaben durchzuführen; die Ausbildung der Angehörigen des gehobenen und mittleren Dienstes führen die Länder durch. Dementsprechend vermittelt die BFA steuerfachliche Kenntnisse sowie Führungskompetenzen und stellt ein Forum für ein Bund-Länder-übergreifendes Netzwerk der Steuerbeamten in Führungspositionen (circa 3 % aller Angehörigen der Steuerverwaltungen) bereit. Damit die Steuern auf der Grundlage der Bundesgesetze einheitlich erhoben werden, müssen sich Bund und Länder nicht nur über die Anwendung der Steuergesetze ständig abstimmen. Die Angehörigen der Steuerverwaltungen müssen auch in gleicher Weise aus- und fortgebildet werden sowie vernetzt, d. h. länderübergreifend, handeln können.
Im Hinblick auf ihre Bedeutung für die Länder und den Bund ist die BFA als selbständige Einheit organisatorisch, personell und haushaltsmäßig in das BMF integriert. Sie wurde im Jahr 1951 gegründet, war viele Jahre in Siegburg beheimatet und zog im Jahr 1994 nach Brühl. Im Jahr 2011 hat sie den Lehrbetrieb auch in Berlin aufgenommen. Im Rahmen der Ausbildung werden seit 1953 neu eingestellte Beamten in die Aufgaben des höheren Dienstes der Steuerverwaltung eingeführt; ihnen werden dabei steuerliche Fachkompetenz sowie die methodischen, sozialen, wirtschaftlichen und internationalen Fähigkeiten vermittelt, die für die Wahrnehmung einer Führungsposition in der Steuerverwaltung notwendig sind. Die Einführungszeit beträgt zwölf Monate. Sie besteht aus ergänzenden Studien an der BFA von je vier Wochen (A-, B-, C-Lehrgang) und einer praktischen Einweisung in den Finanzämtern und Mittelbehörden (Oberfinanzdirektionen, Landesämter) der Länder (§ 5 Absatz 2 StBAG; §§ 25 bis 30 StBAPO). Im Jahr danach nehmen sie an insgesamt einmonatigen fortführenden Studien (D-Module) teil (§ 5 Absatz 3 StBAG).
Am Fortbildungsprogramm können alle Beamten in Positionen, die dem höheren Dienst zugerechnet werden (insbesondere (Haupt-)Sachgebietsleiter, Finanzamtsvorsteher und entsprechende Führungskräfte der Mittelbehörden), teilnehmen. Auch bei der Entwicklung von bundeseinheitlichen Fortbildungsmaßnahmen zu Themen von grundsätzlicher Bedeutung wirken Bund und Länder zusammen (§ 7 Absatz 2 StBAG).

## Finanzgeschichtliche Sammlung
Zur Bundesfinanzakademie gehörte von 1961 bis 2015 die Finanzgeschichtliche Sammlung. Die Schausammlung umfasste 1200 Exponate zur Geschichte der Abgaben und Steuern aus der 5000-jährigen Geschichte der öffentlichen Finanzen, vor allem aus den Bereichen Steuer, Zoll und Staatliches Vermögen. Die vorhandenen Exponate des Steuermuseums befinden sich heute im Deutschen Zollmuseum in Hamburg und sind zum Teil dort ausgestellt.